# Roberto La Barbera
Roberto La Barbera (Alessandria, 25 febbraio 1967) è un atleta paralimpico italiano.

## Biografia
Soprannominato Il Barbaro, ha subito l'amputazione di un arto dopo un incidente in motocicletta. Ha iniziato a fare atletica dopo aver visto gare di atleti disabili in televisione. È seguito dai tecnici Milko Campus (Fiamme Azzurre) e Stefano Pasino.
Ha iniziato a praticare l'atletica leggera nel 1998 all'età di 31 anni partecipando ad oggi a 4 Paralimpiadi estive, a 6 Campionati Mondiali e a 6 Campionati Europei.
Scritto dal giornalista Rolando Repossi, nel maggio del 2013 ha dato alle stampe Storia di un ragazzo in gamba, il romanzo ispirato alla sua vita.

## Palmarès
- Giochi paralimpici
  - Atene 2004: argento salto in lungo F44
- Campionati del mondo
  - 1999: bronzo salto in lungo ai Mondiali di Barcellona
  - 1999: bronzo pentathlon ai Mondiali di Barcellona
  - 2000: argento salto il lungo ai Mondiali di San Diego
  - 2000: bronzo pentathlon ai Mondiali di San Diego
  - 2002: argento salto il lungo ai Mondiali di Lille
  - 2002: bronzo pentathlon ai Mondiali di Lille
  - 2006: bronzo salto il lungo ai Mondiali di Assen
  - 2009: argento salto il lungo ai Mondiali di Berlino
  - 2018: oro salto in lungo ai Mondiali Master M50 di Malaga
- Campionati europei
  - 2000: argento pentathlon agli Europei di Assen
  - 2003: argento salto il lungo agli Europei di Assen
  - 2003: argento 400 m agli Europei di Assen
  - 2003: bronzo 200 m agli Europei di Assen
  - 2005: oro salto il lungo agli Europei di Helsinki
  - 2005: oro pentathlon agli Europei di Helsinki
  - 2010: oro 200 m agli Europei di Standskanaal
  - 2010: oro 400 m agli Europei di Standskanaal
  - 2010: argento salto in lungo agli Europei di Standskanaal
  - 2016: bronzo 4 x 100 m agli Europei di Grosseto